# اللعوتة الحجاج
تقع قرية اللعوتة الحُجّاج (Laota-Hujaj) في محافظة الكاملين في شمال ولاية الجزيرة بالسودان وهي تبعد بحوالي 65 كلم جنوب الخرطوم، يبلغ عدد السكان حوالي العشرة آلاف، كلهم يدين بالإسلام وينحدرون من قبيلة العوامرة التي هي فرع من قبيلة رفاعة والتي بدورها إحدى فروع عرب جهينة القحطانية الأصل التي دخلت السودان من الجزيرة العربية في القرن الخامس عشر.

## سببب التسمية
يعود سبب التسمية لكثرة أشجار «اللعوت»  أو  Acacia nubica و«الحُجّاج» لكثرة من أدوا شعيرة الحج من بين سكانها.

## المنشآت والخدمات
توجد بالبلدة ست مدارس للأساس ومدرستان ثانويتان واحدة للبنين وأخرى للبنات، وبها مستشفى صغير للحالات الطارئة، وسوق محلي، تم مؤخرا تعبيد الطريق الذي يربط اللعوتة بالطريق الرئيسي الذي يربط بين الخرطوم ومدينة ودمدني عاصمة ولاية الجزيرة وذلك بطول 7 كلم.

### التعليم
التعليم بدأ في المنطقة منذ العام 1946 حيث أنشئت أول مدرسة ابتدائية للبنين تبعتها مدرسة البنات الابتدائية في العام 1954 ثم المدرسة المتوسطة للبنين عام 1967 ثم البنات عام 1975 ثم تلى ذلك إنشاء ثانوية للبنين 1993 وعدة مدارس ومؤسسات أخرى.

### النشاط السكاني
يعمل السكان بالزراعة والتجارة وتربية المواشي والوظائف الحكومية وفي القطاع الخاص. تقع المنطقة في الحدود الشمالية لمشروع الجزيرة.

## أشهر الاحياء
الجبارين
الطريفاب
البليلاب
- الزايداب
- المصابيح
- العتّارة
- الحفير (الحمدساب)
- الكراته
- يوجد بها نادي اللعوتة الرياضي، لممارسة الألعاب الرياضية.